# Nozomi
Nozomi (Planet-B)  (のぞみ? "speranza"), è stata la prima sonda realizzata dal Giappone per l'esplorazione di Marte.
La sonda fu costruita dall'Agenzia spaziale giapponese e lanciata il 3 luglio 1998.
Fallì l'inserimento in orbita marziana il 14 dicembre 2003.

## Obiettivi della missione
La missione era stata sviluppata prevalentemente per condurre analisi aeronomiche dell'atmosfera di Marte, riguardanti cioè l'alta atmosfera del pianeta e la ionosfera e la loro interazione con il vento solare. A tale scopo, la sonda era equipaggiata con rilevatori operanti nell'ultravioletto e analizzatori del plasma. Un magnetometro avrebbe verificato l'esistenza di un eventuale campo magnetico planetario, mentre una fotocamera avrebbe consentito di seguire l'evoluzione meteorologica degli strati più bassi dell'atmosfera, così come quella stagionale delle calotte polari e delle tempeste di sabbia. Infine, un rilevatore di polvere avrebbe permesso di verificare l'esistenza di eventuali anelli in corrispondenza delle orbite delle due lune del pianeta, Fobos e Deimos.
Infine, quale prima missione interplanetaria del Giappone, la sonda costituiva un dimostratore tecnologico dal quale acquisire adeguate competenze anche nella navigazione e nel controllo.

## Sviluppo
Sulla scia del successo conseguito con la sonda PLANET-A (Suisei, 1985) nell'esplorazione della Cometa di Halley, l'Institute of Space and Astronautical Science (ISAS) avviò verso la metà degli anni ottanta degli studi preliminari per una missione interplanetaria che prevedesse l'utilizzo di un orbiter. Marte e Venere vennero indicati entrambi come suoi possibili obiettivi e solo successivamente l'istitutò stabilì che il PLANET-B sarebbe stato dedicato allo studio del pianeta rosso mentre il successivo PLANET-C a Venere.
La progettazione entrò nel vivo nel 1992, dopo che la missione aveva ricevuto l'approvazione governativa. Il lancio, previsto per il 1996, sarebbe dovuto avvenire a bordo del nuovo lanciatore M-V. Il ritardo accumulato nello sviluppo del razzo, tuttavia, determinò uno slittamento della data di lancio di due anni. Poiché alle due finestre di lancio corrispondevano due delta-v differenti, il lanciatore non risultò più in grado di immettere la sonda direttamente in una traiettoria di trasferimento verso Marte. Si cercò, quindi, sia di ridurre il peso della sonda, sia di riprogettare la traiettoria di volo (utilizzando quanto appreso con la missione Hiten), prevedendo infine due manovre di fionda gravitazionale con la Luna ed una terza con la Terra, ma a prezzo di un allungamento della durata della fase di crociera.
Il costo della missione è risultato di 18,6 miliardi di yen, pari a 166 milioni di dollari.

## Caratteristiche tecniche
Il corpo della sonda era derivato da quello del satellite Ohzora e aveva forma parallelepidale, con altezza di 58 cm e base quadrata di 168 cm di lato e dagli spigoli smussati. Dalle superfici laterali dipartivano i due pannelli fotovoltaici con un'area di 4,6 m² che avrebbero alimentato la sonda, l'asta del magnetometro (lunga 5 metri), l'asta di uno spettrometro (lunga un metro) e due antenne omnidirezionali (che facevano parte dello strumento Plasma Wave and Sounder) che misuravano 52 metri ciascuna; le tre antenne che avrebbero mantenuto le comunicazioni con la Terra erano invece montate sulle basi: un'antenna a basso guadagno per base, mentre l'antenna parabolica ad alto guadagno, di 160 cm di diametro, era montata sulla base superiore.
La sonda, stabilizzata a singolo spin, pesava a secco 258 kg, dei quali 33 di carico utile, costituito dagli strumenti scientifici. Imbarcava inoltre 282 kg di propellente, per una massa al lancio di 540 kg. Il motore principale, in grado di fornire una spinta di 500 N, miscelava idrazina e tetraossido di diazoto. Il computer di bordo aveva una memoria di 16 MB.

### Strumentazione scientifica
La sonda era dotata di quindici strumenti: una fotocamera (indicata come Mars Imaging Camera), un magnetometro (il Magnetic Field Measurement, MGF), un rilevatore di polvere (il Mars Dust Counter, MDC), alcuni spettrometri - l'Electron and Ion Spectrometer (EIS), l'Ultraviolet Imaging Spectrometer (UVS) e il Neutral Mass Spectrometer (NMS) - uno scanner operante nell'ultravioletto (l'Extra Ultraviolet Scanner, XUV), due analizzatori di spettro - uno per gli elettroni, l'altro per gli ioni (Electron Spectrum Analyzer, ESA e Ion Spectrum Analyzer, ISA) - e una serie di strumenti per l'analisi del plasma - il Plasma Wave and Sounder (PWS), il Low Frequency Plasma Wave Analyzer (LFA), il Thermal Plasma Analyzer (TPA), il Probe for Electron Temperature (PET) e lo Ion Mass Imager (IMI). Di questi, sei erano derivati da collaborazioni internazionali che avevano coinvolto il Canada, la Francia, la Germania, gli Stati Uniti e la Svezia.